# Neoklasický metal
Neoklasický metal je heavymetalový podžánr, silně ovlivněný vážnou hudbou. Vyznačuje se především svojí virtuosní složitostí a dá se označit za téměř instrumentální. Je důsledkem křížení největších metalových stylů osmdesátých let, jakými byly speed metal a heavy metal. Svou melodickou inspiraci čerpal především z vážné hudby. Co se týče témat žánru, tak si z heavy a speed metalu odnesl spíše pozitivnější mínění, a spíše než „smrtelné“ získal mystikální směry, ale o příběhovou atmosféru se neošidil.
Tento hudební žánr vznikal během 70. a 80. let. Mezi první hardrockové a metalové muzikanty, ovlivněné vážnou hudbou, patřili kytaristé Ritchie Blackmore, Uli Jon Roth, Randy Rhoads, a Brian May, ale také klávesáci Rick Wakeman a Jon Lord. Dalším významným představitelem byla skupina Cacophony Martyho Friedmana a Jasona Beckera. Švédský kytarista Yngwie Malmsteen tento žánr dotáhl do nejčistší podoby.